# Melanizm

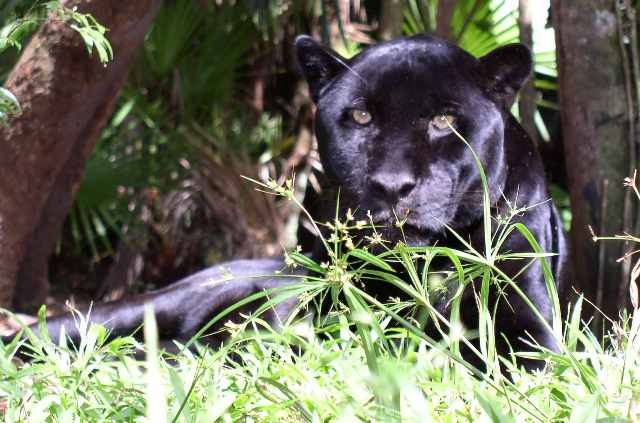
Melanistyczna forma jaguara

Melanizm (gr. mélas, mélanos – czarny) – brunatne lub czarne zabarwienie skóry lub jej wytworów wynikające ze zwiększonej zawartości melaniny – ciemnego pigmentu w chromatoforach (komórkach barwnikowych). Występuje zarówno u bezkręgowców, jak i kręgowców. Może być formą adaptacji do środowiska lub występować jako zaburzenie chorobowe.
Przykłady występowania melanizmu:
- jaguar amerykański
- tygrys azjatycki, tygrys bengalski
- lampart plamisty
- lis rudy, lis srebrny
- gepard grzywiasty
- żmija zygzakowata